# Seta (romanzo)
Seta è un romanzo breve di Alessandro Baricco, pubblicato nel 1996 dalla casa editrice Rizzoli.
È stato tradotto in spagnolo, ungherese, inglese, sloveno, francese, rumeno, russo, portoghese, tedesco e in altre lingue.

## Trama
Hervé Joncour, negoziante francese di bachi da seta, a causa di un'epidemia che ha colpito tutti i paesi europei e africani, è costretto a recarsi in Giappone per comprarne le uova. 
È accolto al palazzo reale di Hara Kei, un uomo enigmatico, che è sempre in compagnia di una giovane ragazza.
Tra i due nasce qualcosa di particolare. Nel ritorno a casa, dove l'aspetta la moglie Hélène, non riesce a dimenticare quella ragazza che, con il suo volto, il suo sguardo e il mistero che in esso è avvolto, lo ha stregato. Dopo un anno, Hervé riparte per il Giappone. Compie altri viaggi, nell'ultimo di questi trova un Paese distrutto dalla guerra civile. Dopo molte peripezie riesce a trovare la carovana di Hara Kei, che è riuscita a sfuggire alla distruzione. Hara Kei lo invita a non far più ritorno in quel luogo. Così Hervé torna in Francia e lì, dopo poco tempo, gli viene recapitata una lettera  composta da ideogrammi giapponesi. Scopre che, in quella lettera, la giovane confessa l'amore che non ha mai potuto esprimere a parole. È ormai chiaro a Hervé che la strada verso il Giappone sia più densa di ostacoli ora rispetto a quando la guerra aveva raggiunto il suo apice; decide di continuare a condurre la sua vita di tutti i giorni, comunque felice, lasciandosi alle spalle le memorie del lontano Giappone. 
Dopo diverso tempo, però, la moglie si ammala e muore. Solo allora Hervé scopre una cosa scioccante: la lettera d'amore era l'opera fittizia della stessa Hélène. La moglie dell'uomo che sempre appare nel racconto come una passiva e inconsapevole figura di sfondo si riscopre essere ora un personaggio vitale, che ha sempre vissuto nel sostrato dell'intera vicenda, non solo agendo, ma amando e soffrendo. Dinanzi a questo riscoperto amore così intenso, privo di conflitto, è come se, nel confronto, quel perturbante sentimento per la ragazza "dal viso da ragazzina", sminuito, impallidisse. E di tutto questo Hervé si rende probabilmente conto, poiché, nella conclusione del libro, ci troviamo di fronte a un uomo sereno, che continuerà a condurre un'esistenza nei luoghi che lo legano alla moglie. Il Giappone non è più tacita e solitaria malinconia, ma diviene il suono di racconti da condividere.

## Personaggi
- Hervé Joncour: “Era d'altronde uno di quegli uomini che amano assistere alla propria vita, ritenendo impropria qualsiasi ambizione a viverla”. (Alessandro Baricco)
- Hélène Fouquet: Moglie di Hervé, non smetterà mai di amarlo, vorrebbe un figlio, e avrebbe desiderato più di ogni altra cosa essere quella donna[12] che il marito amava.
- Baldabiou: Enigmatico, non tagliato per i discorsi seri, uomo con uno spiccato senso degli affari, ma disinteressato al denaro.
- Hara Kei: Importante e severo signore giapponese.
- Madame Blanche: Proprietaria di un bordello, è originaria del Giappone.
- La misteriosa ragazza

## Opere derivate
Nel 2007 dal romanzo è stato tratto il film drammatico Seta del regista francese François Girard.

## Edizioni
- Seta, Milano, Rizzoli, 1996.
- Seta, Biblioteca universale Rizzoli, 1999.
- Seta, Roma, Fandango Libri, 2007.
- Seta, Milano, Feltrinelli, 2008.
- Seta, audiolibro con la voce di Monica Marchetti, Feltre, Centro Internazionale del Libro Parlato, 2011.